# Anthony Mancini
Anthony Mancini O.E.S.S.H. (n. Mignano Monte Lungo, Campania, Italia, 27 de noviembre de 1945) es un arzobispo católico, filósofo y teólogo ítalo-canadiense. Emigró a Canadá con tan solo 3 años. Fue ordenado sacerdote en 1970.
Entre 1999 y 2007 fue Obispo Titular de Natchitoches y Auxiliar de Montreal.
Actualmente es el nuevo Arzobispo Metropolitano de Halifax-Yarmouth.

## Biografía
Nacido en la localidad italiana de Mignano Monte Lungo (situada en la Región de Campania), el día 27 de noviembre de 1945.
Cuando él tenía tres años, emigró con su familia a Canadá, llegando allí en barco el 1 de diciembre de 1948.
Se ha criado en la ciudad de Montreal (Quebec).
Al terminar sus estudios secundarios en un instituto de Montreal, inició los superiores.
Recibió el título de grado "Bachelor of Arts" por la Universidad de Waterloo, se licenció en Teología por la Universidad de Montreal, hizo una Maestría en Estudios Religiosos por la Universidad McGill, estudió Ecumenismo en la Universidad de Ginebra (Suiza) y volvió a la Universidad de Montreal, donde se doctoró en Filosofía ("Philosophiæ doctor") y en Teología pastoral.
Cuando descubrió su vocación religiosa, se unió a la Orden de Caballería del Santo Sepulcro de Jerusalén (O.E.S.S.H.).
Y fue ordenado sacerdote para la Arquidiócesis de Montreal, el 23 de mayo de 1970, por el entonces Cardenal-Arzobispo Metropolitano "Monseñor" Paul Grégoire(†).
Tras numerosos años ejerciendo su ministerio sacerdotal, el 18 de febrero de 1999 ascendió al episcopado, cuando Su Santidad el Papa Juan Pablo II le nombró Obispo Auxiliar de Montreal y Primer Obispo Titular de la antigua Sede de Natchitoches.
Recibió la consagración episcopal el 25 de marzo de ese mismo año, a manos del Cardenal-Arzobispo Metropolitano "Monseñor" Jean-Claude Turcotte(†) actuando como consagrante principal.
Y tuvo como co-consagrantes a los también auxiliares "Monseñor" Jude Saint-Antoine y "Monseñor" André Rivest.
Actualmente desde el 18 de octubre de 2007, tras haber sido nombrado por Benedicto XVI, es el nuevo Arzobispo de la Arquidiócesis de Halifax-Yarmouth (situada en Nueva Escocia), en sucesión de "Monseñor" Terrence Prendergast.
Cabe destacar que con este nombramiento, ostenta el título de Gran Prior de la Orden del Santo Sepulcro de Jerusalén en las Provincias atlánticas de Canadá.
También a su vez, en 2007 fue Administrador Apostólico de la Diócesis de Yarmouth y desde 2009 hasta 2011, lo fue en la Diócesis de Antigonish.